# Jelena Jensen
Pour les articles homonymes, voir Jensen.
Jelena Jensen est une actrice pornographique américaine née le 7 octobre 1981 à Los Angeles en Californie.

## Biographie
Au départ elle est connue pour ses photos pour les magazines de charme comme "Penthouse Pets" mars 2010, Club, High Society, Playboy, Hustler... Jelena Jensen ne tourne que des scènes lesbiennes ou avec 1 homme ou solos..
En 2015, elle joue dans la série The Turning: A Lesbian Horror Story de Bree Mills.
Elle est bisexuelle.

## Récompenses
- 2013 : AVN Award Meilleur site personnel (Best Solo Girl Website)[4]
- 2010 : XBIZ Award, "Web Babe/Starlet of the Year"

## Filmographie sélective
- 2018 : My Daughter The Babysitter (II)
- 2017 : Lesbian Seductions: Older/Younger 58
- 2016 : Lesbian Seductions: Older/Younger 56
- 2016 : Women Seeking Women 132
- 2016 : Women Seeking Women 131
- 2016 : Lesbian Seductions - Older/Younger 53
- 2016 : Road Queen 35
- 2015 : The Turning: A Lesbian Horror Story
- 2015 : Girls Kissing Girls 17
- 2015 : Lesbian Adventures: Strap-On Specialists 09
- 2015 : Road Queen 34
- 2015 : Road Queen 33
- 2015 : Road Queen 32
- 2014 : Older/Younger: Unrefined
- 2014 : Women Seeking Women 103
- 2014 : Women Seeking Women 101
- 2013 : Women Seeking Women 93
- 2012 : I Kiss Girls 2
- 2012 : Women Seeking Women 85
- 2011 : Lesbian Seductions: Older/Younger 38
- 2011 : Lesbian Seductions: Older/Younger 37
- 2011 : Women Seeking Women 78
- 2011 : Women Seeking Women 77
- 2011 : Women Seeking Women 76
- 2011 : Women Seeking Women 69
- 2010 : Lesbian House Hunters 5
- 2010 : Women Seeking Women 68
- 2010 : Girls Who Want Girls
- Busty Cops: Protect and Serve! (2009) (TV)
- Brave Businesswomen's Bondage Peril (2009)
- Hot Girls Trapped and Wrapped (2009)
- Torrid Tales of Naked Bondage (2009)
- Two Faces of Jessica Lauren (2009)
- Hardworking Heroines Tied, Gagged and Helpless (2009)
- Pretty Prisoners of Chloro Conspiracies (2008)
- Rescue Me from My Wrappings (2008)
- Bad Biology (2008)
- Captured! (2007)
- Sexy! Silenced! Wrapped! (2007)
- Pair in Peril (2007)
- Tie 'Em Up and Keep 'Em Quiet! (2007)
- Hogtied Businesswomen! (2007)
- Jack's Teen America: Mission 19 (2007)
- Jana Cova in Blue (2007)
- Jack's Playground 37 (2007)
- Sophia Santi: Scream (2007)
- Sophia Santi's Juice (2007)
- Alluring Wrapped Captives! (2006)
- Trapped Couples (2006)
- Totally Busted (TV) (2005-2006)
- Jack's Playground 32 (2006)
- Bare-Breasted Wraptivity! (2006)
- Naked Heroines Bound for Trouble! (2006)
- The Kidnapping of Sarah Blake (2006)
- The Kidnapping of Gia Mancini (2006)
- Busty Cops 2 (2006)
- My Secret Life (2006)
- Tryst (2006)
- Bound Girls in Big Trouble! (2005)
- Chloroformed Without Clothes! (2005)
- Posh Kitten (2005)
- Naked Girls Bound and Gagged! (2005)
- Gagged and Bound Nudes (2005)
- Taped Up Newbies! (2005)
- Confined and Silenced! (2005)
- Very Helpless Heroines (2005)
- Mrs. Behavin' (2005)
- Instant Lesbian (2005)
- Jack's Big Tit Show (2005)
- Body Language (2005)
- Best of Stocking Secrets (2005)
- Jack's Playground 30 (2005)
- Good Girls Suck Toes! (2004)
- Foot Worship Adventures! (2004)
- Gagged in Cocoons! (2004)
- Stripped and Hogtied! (2004)
- Stripped, Bound and Helpless! (2004)
- Perilous Professions (2004)
- Criminals Who Use Chloroform! (2004)
- Rope Bound Nudes (2004)
- Angry Hogtie Captives! (2004)
- Pantyhose Visions (2004)
- The Luckiest Bachelor on Earth (2004)
- Savor My Socks (2004)
- Business Bondage Treachery! (2004)
- It's a Chloro Ruse! (2004)
- Meridians of Passion (2004)
- Busty Naturals: The Brunettes (2004)
- The Story of J (2004)
- Naked Diva (2004)
- Jack's Playground 19; 17; 15; 14 ; 11 ; 8 ; 6 ; 4 (2003)
- Topless Entanglements (2003)